# فرلشتدت
فرلشتدت (به آلمانی: Frellstedt) یک شهر در آلمان است که در Helmstedt واقع شده‌است. فرلشتدت ۹۰۷ نفر جمعیت دارد.